# José Busoms
José Busoms, Josep Busoms o Bussoms, conocido como «Jep dels Estanys» (Vallcebre, 1770-Olot, 1828), fue un militar y guerrillero español.

## Biografía
Posiblemente participó en la Guerra del Rosellón o de la Convención (1793-1795). Al inicio de la Guerra de Independencia Española (1808-1814) desertó del ejército regular para organizar una partida o grupo guerrillero que actuó contra la ocupación napoleónica, además de efectuar actividades de contrabando y robos.
Volvió a levantarse en armas contra el Trienio Liberal (1820-1823), actuando en las comarcas catalanas del Bergadá y el Solsonés.
Con la vuelta al absolutismo en 1823, fue ascendido al grado de coronel.
En 1827 fue uno de los cabecillas de la sublevación de los malcontents (la llamada "guerra de los agraviados"), llegando a formar parte de la Junta Superior Provisional de Gobierno del Principado de Cataluña. Derrotado el movimiento ultrarrealista, escapó a Francia, pero al no ser aceptado por las autoridades de ese país, volvió a territorio español, siendo detenido en Beget i Rocabruna el 3 de febrero de 1828, junto con tres compañeros, todos ellos naturales, como él, de Vallcebre: su sobrino Joan Busoms, Josep Grandia y Vicenç Noguera. A finales de año fue fusilado en Olot.
Se le atribuye la condición de "comandante general" de las fuerzas sublevadas en esta proclama, fechada el 30 de julio de 1827:

No, españoles; nuestras quejas y clamores no se dirigen contra el Rey: no pedimos que renuncie al gobierno de su desgraciado reino en favor de sus augustos hermanos; en favor de D. Carlos o de D. Francisco; y el que se atreva a proferir esta calumnia, inventada por nuestros infames enemigos, por solo ese hecho criminal sería por nosotros castigado más severamente que por nuestro buen Rey Fernando.